# Gašpinovo
Gašpinovo je naselje v Občini Ribnica.